# ヘルキャット・レコード
ヘルキャット・レコード (Hellcat Records)は、アメリカ合衆国カリフォルニア州ロサンゼルスに本拠を構えるインディー・レコードレーベル。バッド・レリジョンのブレット・ガーヴィッツがオーナーを務めるエピタフ・レコードの傘下として、ランシドのティム・アームストロングがガーヴィッツの協力のもと設立した。
スカ、パンク、ハードコア、オイ!、サイコビリーと幅広いジャンルのパンク・バンドを扱っている。

## 主なアーティスト

### 現在リリースのあるアーティスト
- チャージドGBH (Charged GBH)
- Civet
- The Creepshow
- Danny Diablo
- Devil's Brigade
- HorrorPops
- Left Alone
- The Luchagors
- ネクロマンティクス (Nekromantix)
- Orange
- ランシド (Rancid)
- The Slackers
- Static Thought
- Tiger Army
- ティム・アームストロング (Tim Armstrong)
- The Unseen

### かつてリリースのあったアーティスト
- The Aggrolites
- Choking Victim
- Dave Hillyard and the Rocksteady Seven
- The Distillers
- ドロップキック・マーフィーズ (Dropkick Murphys)
- F-Minus
- The Gadjits
- The Heart Attacks
- Hepcat
- Hiro
- The Independents
- ジョー・ストラマー & ザ・メスカレロス (Joe Strummer and the Mescaleros)
- King Django
- ラーズ・フレデリクセン & ザ・バスターズ (Lars Frederiksen and the Bastards)
- Leftöver Crack
- Mercy Killers
- Mouthwash
- The Nerve Agents
- Operation Ivy (re-release only)
- The Pietasters
- Roger Miret and the Disasters
- Street Dogs
- Time Again
- Transplants
- Union 13
- U.S. Bombs

## 関連事項
- レコード会社一覧
- エピタフ・レコード